# 原一男
原 一男 （はら かずお、1945年6月8日 - ）は、日本の映画監督。「疾走プロダクション」所属。妻は疾走プロダクション代表の小林佐智子で、ほとんどの作品で共同作業を行っている。本名は小林一男。
2003年 大阪電気通信大学教授、2006年～2018年度 大阪芸術大学映像学科教授、2020年 シューレ大学アドバイザー 。

## 経歴・人物
1945年、山口県宇部市出身。長沢炭鉱で育つ。
東京綜合写真専門学校中退。障害児の問題に興味を抱き、世田谷区の光明養護学校の介助員となる。1969年には銀座ニコンサロンで、障害児たちをテーマにした写真展「馬鹿にすんな！」を行う。この時点までは写真家志望だったが、写真展を見にきた小林佐智子（シナリオライター志望だった）と知り合い、後に共同して映画を撮ることになる。
60年代後半～70年代初頭にかけて、東京12チャンネルで過激なドキュメンタリーを撮っていた田原総一朗（後、東京12チャンネル編成部長）の著書『青春 この狂気するもの』（三一新書、1969年）を読み、大きな影響を受け、田原が製作する『ドキュメンタリー青春』シリーズを夢中で見るようになる。
そして、田原の撮影現場に出入りするうち、「僕のドキュメンタリーに出演しないか？」と声をかけられ、1971年、当時の同棲相手の武田美由紀と、2人の間の子供との3名で、日本各地のカップルたちを訪ね歩く田原のTVドキュメンタリー｢日本の花嫁｣に出演。
同年、田原が初の劇映画『あらかじめ失われた恋人たちよ』（1971年）を監督する際は、助監督を志望するが適わなかった。なお、水道橋博士の著書『本業』によると、田原の言葉として、「原一男は俺の作品の助監督だったんだよ」とある。
なお、1976年の田原の著書「異常愛 ケーススタディ ドキュメント完全採録」では「取材協力」を行っている。
1972年には小林佐智子と「疾走プロダクション」を結成。光明養護学校での勤務経験をもとに、脳性麻痺の障害者自立運動家横塚晃一ら神奈川青い芝の会のメンバーを描いた『さようならCP』。そして、フェミニストである自分の元結婚相手（武田美由紀）を追った『極私的エロス 恋歌1974』と、異色のドキュメンタリー作品を監督・撮影し、高い評価を得る。『極私的エロス 恋歌1974』は、現在アダルトビデオでポピュラーな撮影方法として用いられている「ハメ撮り」を初めて行なったハメ撮りの元祖であると言われる。

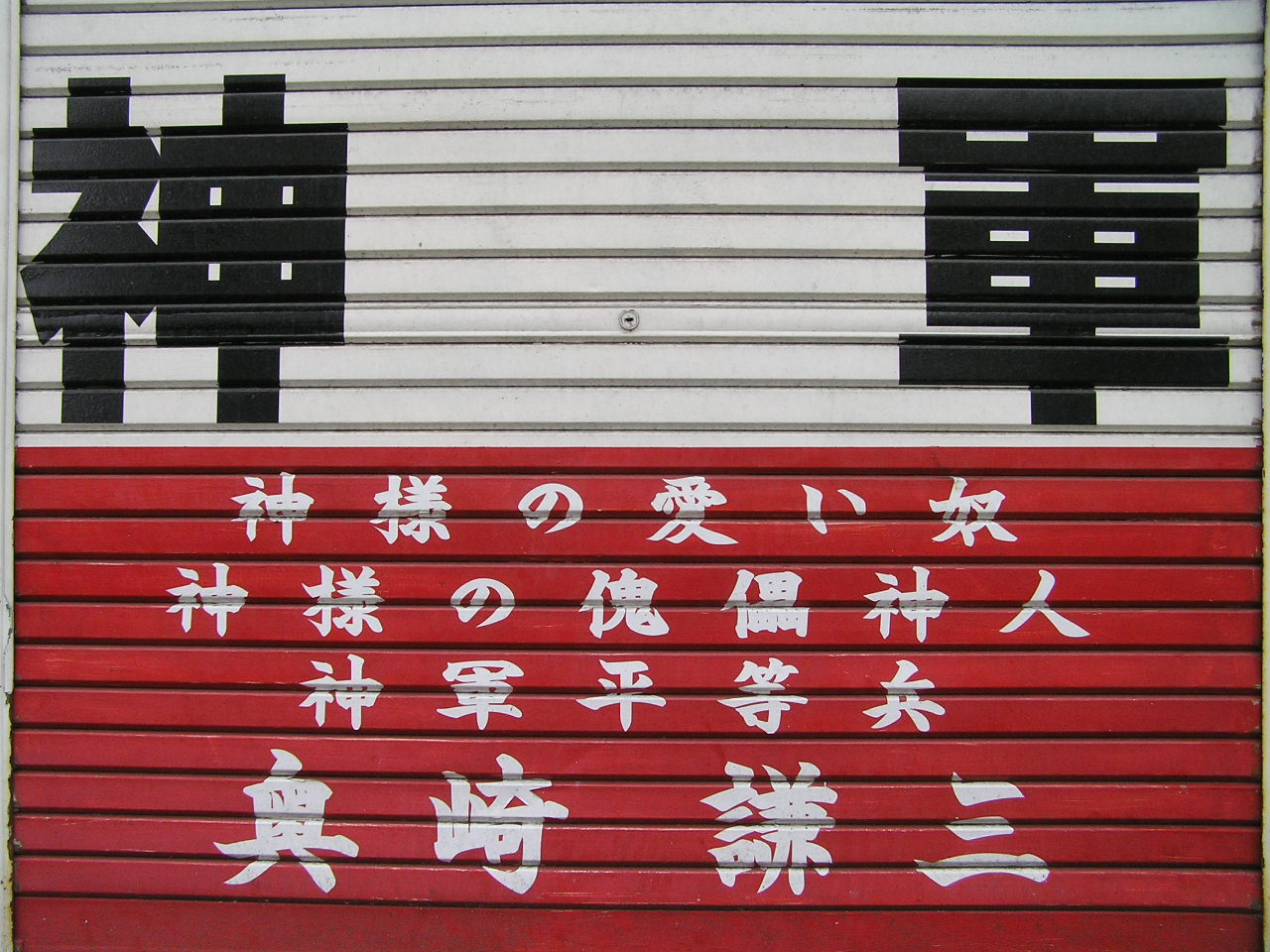
「ゆきゆきて、神軍」の主役、奥崎謙三邸（神戸市兵庫区、現存せず）

奥崎謙三を追った『ゆきゆきて、神軍』（1987年）により、ベルリン国際映画祭にてカリガリ映画賞、パリ国際ドキュメンタリー映画祭グランプリ受賞。1991年より文化庁新進芸術家在外研修員としてアメリカに留学。さらに、作家井上光晴を取材するうちに、井上の経歴詐称が判明していく『全身小説家』（1994年）と、怪作ともいえるドキュメンタリー作品を監督した。
「カメラを向けられると、演技してしまう出演者」を取材対象としてドキュメンタリーと劇映画の区別を判別困難にする「虚実不明」の状況にし、またドキュメンタリー映画が本来持つ「やらせ的志向」を省略せずに描き、「ドキュメンタリー映画の持ついかがわしさ」を露呈させた（この手法は、田原の『青春 この狂気するもの』に書かれていたものである）。
1995年、次世代のドキュメンタリー作家の養成を目指し、自ら塾長となって「CINEMA塾」を開塾。1999年、「CINEMA塾」第1回作品『わたしの見島』を製作、劇場公開。その後も、何本もの映画を塾生たちが製作したが、現在は、開店休業状態である。なお、2006年度日本映画監督協会新人賞を受賞した小林聖太郎は「CINEMA塾」の第一期生である。
なお、1992年にNHKスペシャルにて放送されたドキュメンタリー番組「奥ヒマラヤ禁断の王国・ムスタン」で、やらせ問題が発覚して社会的な話題となった。その際、「ドキュメンタリーには『やらせ』が付きものであり、『やらせ』を乗り越えることにより、真実が見えてくる」という信念を持つ原は、その考え方の元祖であり「師匠格」の田原総一朗に、1993年に、ドキュメンタリー作品と「やらせ」の関連について、インタビューを行った。
2014年4月から１年間、new「CINEMA塾」2014講座と題して、アテネフランセにおいて世界の様々なセルフドキュメンタリーの作品を取り上げた講義を行った。
2019年11月、新レーベル「風狂映画舎」設立に関わる。第1弾作品として、ドキュメンタリー『れいわ一揆』を公開（「風狂映画舎」では日本の“今”をいち早く世に問う作品に取り組むことをモットーとし、今後は2つのレーベルから新作を作り出していくという。『れいわ一揆』は2021年2月に、第75回毎日映画コンクールドキュメンタリー映画賞を受賞）。2023年7月「風狂映画舎」との契約を終了。
2021年11月27日、撮影期間20年、上映時間372分に及ぶ『水俣曼荼羅』が公開。同作は2022年2月に、第95回キネマ旬報ベスト・テン 文化映画ベスト・テン第1位／日本映画ベスト・テン第5位、および第76回毎日映画コンクールドキュメンタリー映画賞を受賞。
2023年10月4日 - 13日に開催された第28回釜山国際映画祭にて、メセナアワード、ワイド・アングル部門の審査員を務めた。期間中の10月9日、マスタークラスを開催。会場となった300席を超えるKNN Theaterが満席となった。
2024年10月16日の夜（現地時間）、イタリアのラヴェンナ・ナイトメア映画祭より、第22回ゴールデンリング・スペシャル・エディションを授与。10月15日から19日まで開催中の同映画祭において、過去の4作品を特集上映されるとともに、マスタークラスも行った。映画祭が贈る功労賞ともいえるゴールデンリングは、過去にはリリアーナ・カヴァーニ、デヴィッド・リンチ、ジャン＝ジャック・アノー、マルコ・ベロッキオらも授与されており、アジア人としては初。また、ドキュメンタリー映画を主に発表してきた映画作家が、ドキュメンタリー映画祭以外でこうした栄誉を受けることも、日頃から「ドキュメンタリーこそエンタテインメントだ」と語る原監督自身「とても光栄なこと」と受け止めた。また、指輪に刻印された映画祭のスローガン “the dark side of movies” に背中を押され、新作への意を新たにしたと語った。
2024年10月21日、ローマ大学にてマスタークラス（MasterClass Sapienza University）を開催した。
2024年12月14日、2021年より撮影を開始した『遺言三部作』の１つである『水俣曼荼羅part2』制作費支援のため、モーションギャラリーで、クラウドファンディングを開始した。

## 映画

### 主な監督作品
- さようならCP（1972年）
- 極私的エロス 恋歌1974（1974年） -トノンレバン独立国際映画祭グランプリ受賞
- ゆきゆきて、神軍（1987年） -日本映画監督協会新人賞、ベルリン映画祭カリガリ映画賞、シネマ ドゥ リール（パリ国際ドキュメンタリー映画祭）・グランプリ、報知映画賞優秀監督賞、等受賞
- 全身小説家（1994年） - キネマ旬報ベストテン1位・日本映画監督賞、毎日映画コンクール日本映画大賞、山路ふみ子文化財団特別賞、等受賞
- わたしの見島（1999年 cinema塾生の共同監督作品）
- 学問と情熱 高群逸枝（2000年 ビデオ作品）- 教育映像祭優秀作品賞受賞
- またの日の知華（2004年） - 初の非ドキュメンタリー映画
- ニッポン国VS泉南石綿村（2018年）
- れいわ一揆（2019年）[16][17] - 毎日映画コンクールドキュメンタリー映画賞[8]
- 水俣曼荼羅（2021年）[18] - キネマ旬報ベスト・テン 文化映画ベスト・テン第1位／日本映画ベスト・テン第5位、毎日映画コンクールドキュメンタリー映画賞

### プロデュース
- 心をひらいて（2003年）監督：岡崎まゆみ（CINEMA塾・熟成）
- 熊笹の遺言（2004年）監督：今田哲史（日本映画学校出身）
- 私をみつめて（2005年）監督：木村茂之（日本映画学校出身）

### 撮影助手
おもに姫田真佐久撮影監督に師事。
- 人間の証明（1977年）
- 野性の証明（1978年）
- 復讐するは我にあり（1979年）
- 天平の甍（1980年）
- ロケーション（1984年）

### 撮影
- セックスドキュメント 連続婦女暴行魔（1975年）
- 豚鶏心中（1981年）

### 助監督
- 想い出のアン（1984年）
- 親バカちゃんりん 子育て奮戦記（1985年）
- 海と毒薬（1986年）
- 千利休 本覺坊遺文（1989年）
- 式部物語（1990年）
- 深い河（1995年）

他

### 演出助手
- 太陽の子 てだのふあ（1980年）

### 出演
- トキワ荘の青春（1996年）
- Devotion-小川紳介と生きた人々（2000年）
- いたいふたり（2002年）
- シン・ゴジラ（2016年） - 生物学者 役[19][1]

## テレビ演出
- 歴史はここに始まる、「女たちは今…」 -TBS、1975年
- イエローキャブ 1993年
- 映画監督・浦山桐郎の肖像 1998年 -放送文化基金賞受賞

他

## メディア出演

### テレビ
- 森達也の「ドキュメンタリーは嘘をつく」 2006年3月26日、テレビ東京[20]
- 課外授業 ようこそ先輩 2007年7月7日、NHK総合[20]
- トンスラ 第1日目 受難 2008年10月4日、日本テレビ [20] - 本人役（劇中テレビ番組『緊急報道プロジェクト』部分）
- ザ・インタビュー ～トップランナーの肖像～ 2014年9月28日、BS朝日[21][22]
- 2023年11月12日、WOWOWで放映された釜山国際映画祭の特集、中島健人の『映画について知りたいこと』に出演。

### ネット
- 『原一男のニコ生「CINEMA塾」』2016年から、ニコニコ生放送 毎回ゲストが出演（主に映画監督）の連続インタビュー番組
- 『原一男のネットde「CINEMA塾」』2017年からYouTubeライブ 毎回ゲストが出演（主に映画監督）の連続インタビュー番組
- 『ゆきゆきて、原一男曼荼羅』（DOMMUNE、2021年11月30日）[23] - ライブストリーミング『DOMMUNE』での4時間特集
- ふたりの闘い 原一男と小林佐智子 2021年 インタビュー番組 日本映画NET（Amazon Prime Video）

## 著書
- ゆきゆきて、神軍―制作ノート+採録シナリオ 原一男+疾走プロダクション 話の特集編集室 1987年8月
  - ドキュメントゆきゆきて、神軍(現代教養文庫) 文庫版、社会思想社 1994年9月
  - ドキュメント ゆきゆきて、神軍[増補版] 皓星社 2018年7月
- 全身小説家―もうひとつの井上光晴像 原一男 キネマ旬報社 1994年10月
- 踏み越えるキャメラ―わが方法、アクションドキュメンタリー 原一男著,石坂健治+井土紀州(編) フィルムアート社 1995年7月
- 原一男 編『映画に憑かれて 浦山桐郎―インタビュードキュメンタリー』現代書館、1998年4月15日。ISBN 978-4768476925。
- 柳美里対談集―沈黙より軽い言葉を発するなかれ 創出版 2012年8月
- 21世紀を生きのびるためのドキュメンタリー映画カタログ 共著（國分功一郎、原一男、岸政彦、想田和弘、坂口恭平、坪内祐三、九龍ジョー、真魚八重子、開沼博、雨宮まみ、その他 著), 寺岡裕治 (編集), 小林エリカ (イラスト) キネマ旬報社 2016年3月
- ドキュメンタリーは格闘技である: 原一男 vs 深作欣二 今村昌平 大島渚 新藤兼人 筑摩書房 2016年2月
- 『れいわ一揆 製作ノート』[24] 皓星社 2020年8月31日 ISBN 978-4774407265

## 関連人物
- 安岡卓治 - 現映画プロデューサー。『ゆきゆきて、神軍』の助監督。
- 木村元彦 - 現ジャーナリスト。元・疾走プロダクションに所属
- 奥崎謙三

### 公式サイト
- ドキュメンタリー映画の鬼才 原一男 公式ホームページ（疾走プロダクション）
  - 原一男の日々是好日（ブログ）
  - 作品紹介
- 原一男 (@kazu19451) - X（旧Twitter）
- 新・原一男オフィシャル（@shin_kazuohara）-X
- 新・原一男チャンネル-YouTubeチャンネル
- 原 一男 (kazuo.hara.16718) - Facebook
- 原一男チャンネル - YouTubeチャンネル
- 原一男チャンネル - ニコニコチャンネル
- 原一男 - KINENOTE
- Kazuo Hara - IMDb（英語）

### 映画公式サイト
- 「ニッポン国VS泉南石綿村」公式サイト (2018年)
  - 映画『ニッポン国VS泉南石綿村』 (@sennan_ishiwata) - X（旧Twitter）
  - 映画「ニッポン国VS泉南石綿村」 (sennan.ishiwata) - Facebook
- 「れいわ一揆」公式サイト (2019年)
  - 映画『れいわ一揆』（原一男監督作品） (@reiwa_ikki) - X（旧Twitter）
  - 映画『れいわ一揆』 (reiwa.ikki) - Facebook
- 「水俣曼荼羅」公式サイト（2021年）
  - 水俣曼荼羅（原一男監督作品） (@MINAMATAMandala) - X（旧Twitter）
  - 映画『水俣曼荼羅』 (MINAMATAMandala) - Facebook